# Списак острва у Северној Македонији
Ово је списак острва у Северној Македонији.

## Језерска острва
|   | Острво                 | Језеро            |
| - | ---------------------- | ----------------- |
| 1 | Мало Дебарско острво   | Дебарско језеро   |
| 2 | Велико Дебарско острво | Дебарско језеро   |
| 3 | Калата                 | Калиманско језеро |
| 4 | Голем Град             | Преспанско језеро |
| 5 | Градиште               | Тиквешко језеро   |

На Тиквешком језеру постоје још три неименована острва.

## Речна острва (аде)
|   | Острво  | Река   | Место             |
| - | ------- | ------ | ----------------- |
| 1 | Јаниташ | Вардар | Велес             |
| 2 | Адата   | Вардар | Општина Валандово |